# Сунтарский наслег
Сунтарский наслег — сельское поселение в Сунтарском улусе Якутии Российской Федерации.
Административный центр — село Сунтар.

## История
Статус и границы сельского поселения установлены Законом Республики Саха (Якутия) от 30 ноября 2004 года N 173-З N 353-III «Об установлении границ и о наделении статусом городского и сельского поселений муниципальных образований Республики Саха (Якутия)».

## Население
| 2002  | 2010    | 2011    | 2012  | 2013  | 2014    | 2015  |
| ----- | ------- | ------- | ----- | ----- | ------- | ----- |
| 8930  | ↗10 034 | ↘10 023 | ↘9948 | ↘9895 | ↘9813   | ↘9803 |
| 2016  | 2017    | 2018    | 2019  | 2020  | 2021    |       |
| ↘9760 | ↗9794   | ↗9826   | ↘9775 | ↗9823 | ↗10 035 |       |

## Состав сельского поселения
| № | Населённый пункт | Тип населённого пункта       | Население |
| - | ---------------- | ---------------------------- | --------- |
| 1 | Сунтар           | село, административный центр | ↗10 035   |